# Dan Dryer
Dan Dryer A/S (tidligere binavn: N. Saaby Jørgensen) er en dansk virksomhed i Randers, som fremstiller elektriske håndtørrere mm.
Firmaet er grundlagt 1972 af Niels Saaby Jørgensen, som frem til sommeren 2013 var administrerende direktør. Han blev efterfulgt af Susanne Friis Eden, der siden 1995 havde været selskabets økonomichef.
Saaby Jørgensen var først importør af håndtørrere fra det amerikanske firma World Dryer, men da sikkerhedskravene til håndtørrere i de europæiske lande blev skærpet, fulgte World Dryers produkter ikke med. Og da firmaet ikke ville ændre på konstruktionen, begyndte Saaby Jørgensen i 1972 at fremstille sin egen model. Fra 1974 blev produktionen, som foregik hos Metallic i Skive, intensiveret. Siden flyttede den til egen fabrik i Randers og er i dag storeksportør af håndtørrere til især Tyskland og Frankrig.
Virksomheden er beliggende Tåsingevej 2 i Randers og lå tidligere på Alsikevej 8.
Logoet med vikingen har været registeret varemærke siden 13. maj 1983.